# 涼泉 (特拉華州)
涼泉（英語：Cool Spring）是位於美國特拉華州蘇塞克斯縣的一個非建制地區。該地的面積和人口皆未知。

## 地理
涼泉的座標為38°43′55″N 75°14′54″W / 38.73194°N 75.24833°W，而該地的平均海拔高度為9米（即30英尺）。